# Sintonia (trilha sonora)
A trilha sonora da série de televisão brasileira Sintonia foi composta pela dupla de música eletrônica Tropkillaz, composta pelos DJs Zegon e Lauds. A série traz ainda canções inéditas do personagem MC Doni (interpretadas por Jottapê) e produzidas por MC EZ. O álbum da trilha sonora foi lançado para serviços de streaming de música como o Spotify, em 17 de agosto de 2019.

## Listagem de faixas
1. Funk da Netflix
2. Te Amo Sem Compromisso
3. Passei de Nave
4. Não Vai Ser Fácil (Taxado de Boy)
5. Tira Meu Nome da Boca
6. Porque Ele Vive

## Certificações
| País                                           | Certificação | Vendas  |
| ---------------------------------------------- | ------------ | ------- |
| Brasil (Pro-Música Brasil)                     | Platina      | 80 000* |
| *número de vendas baseado somente certificação |              |         |